# Mandelbachtal
Mandelbachtal – miejscowość i gmina w zachodnich Niemczech, w kraju związkowym Saara, w powiecie Saarpfalz.

## Turystyka

### Zabytki i obiekty turystyczne
- Klasztor: Kloster Gräfinthal, miejsce pochówku Anny Leszczyńskiej (1699–1717)
- Jezioro: Ommersheimer Weiher.

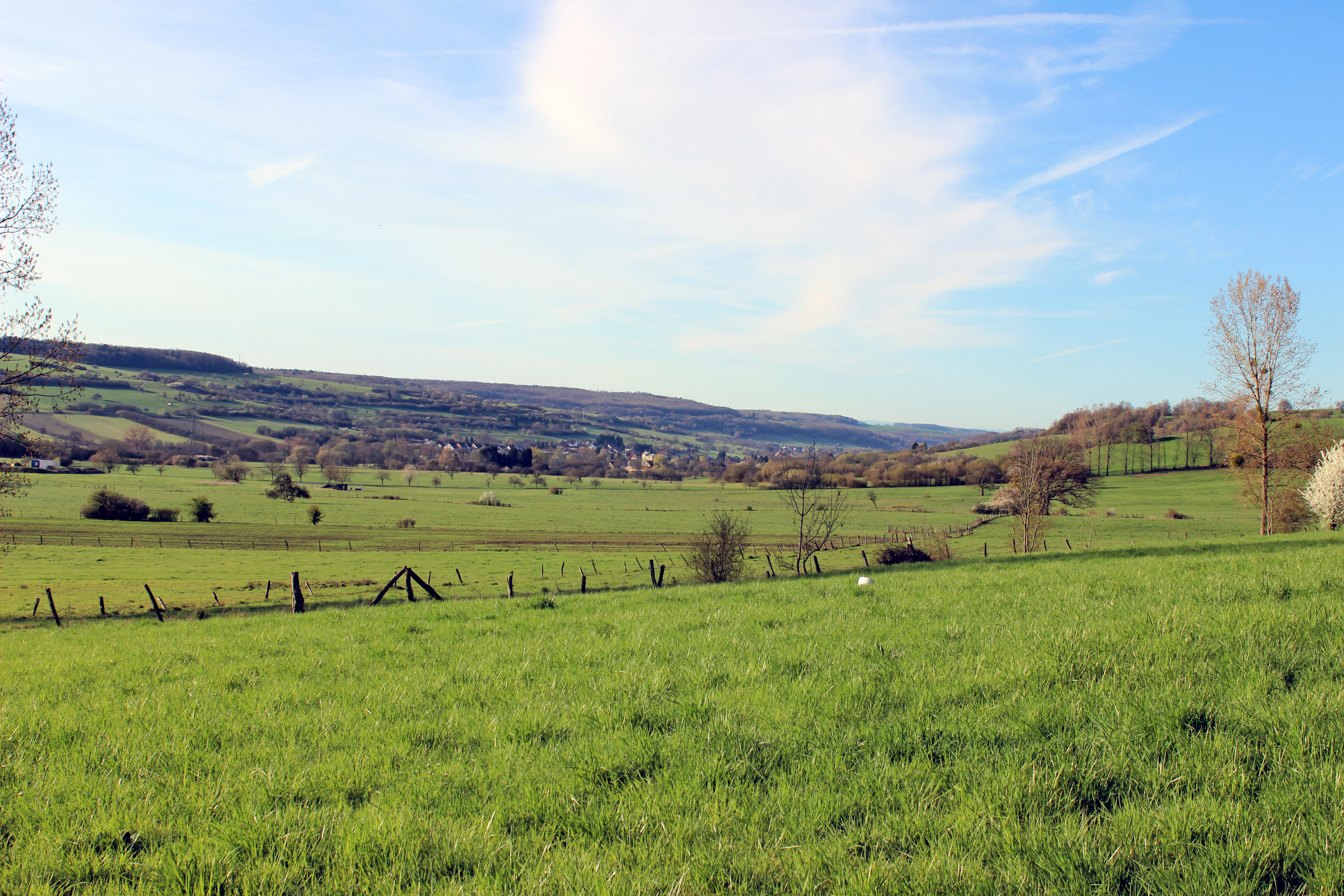
Mandelbachtal
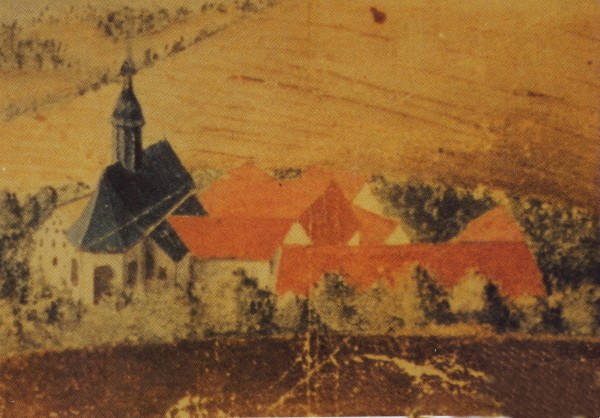
Klasztor Gräfinthal, XVIII wiek
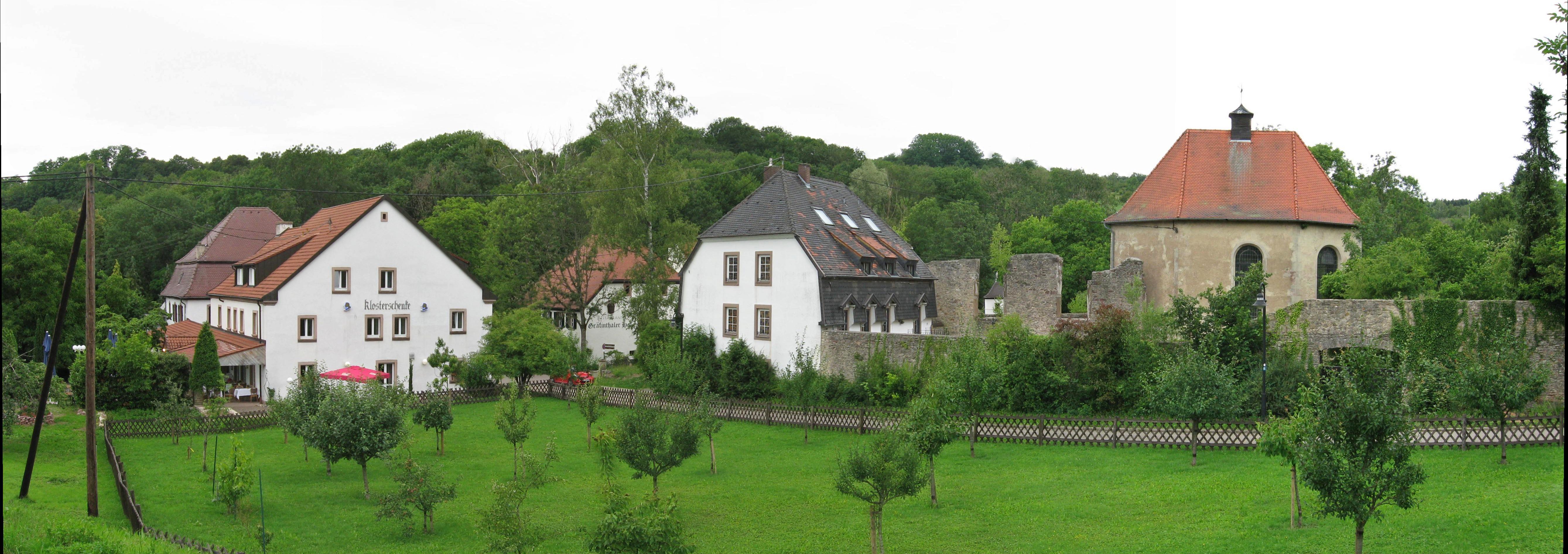
Klasztor Gräfinthal 2011, kościół na prawa
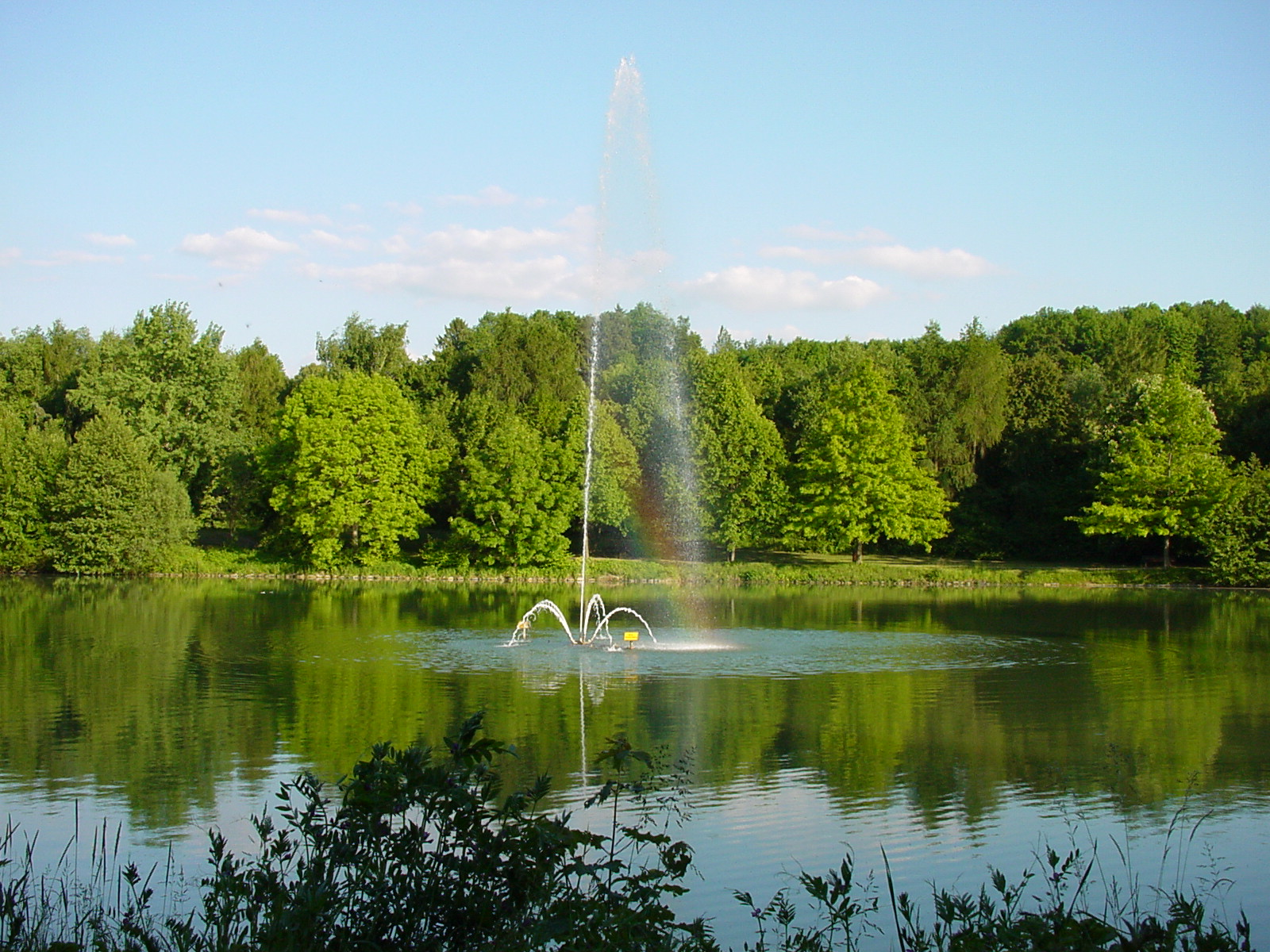
Ommersheimer Weiher